# シックス (エクストリームのアルバム)
『シックス』（Six）は、アメリカ合衆国のヘヴィメタル・バンド、エクストリームが2023年に発表した6作目のスタジオ・アルバム。日本で先行発売された。

## 背景
約15年ぶりの新作で、前スタジオ・アルバム『サウダージ・デ・ロック』（2008年）と同じラインナップにより制作された。第1弾シングル「ライズ」を含む4曲では、ジョーダン・フェレイラというシンガーソングライターがソングライティングに貢献しており、フェレイラは一部のギター・パートも担当した。なお、フェレイラはヌーノ・ベッテンコートの兄弟に当たるロバートと長年の友人で、ロサンゼルスに移住してからヌーノとも親交を深めたという。
ヌーノ・ベッテンコートによれば、収録曲「アザー・サイド・オブ・ザ・レインボウ」の終盤におけるフレーズはブライアン・メイからの影響が強く、本作のリリース後、メイに「ソロのことを謝るよ。返してほしいだろうけど。ちょっと借りただけなんだ!」と謝罪したという。

## 反響・評価
母国アメリカでは発売初週に約1万5千枚を売り上げ、総合アルバム・チャートのBillboard 200では67位、『ビルボード』のハード・ロック・アルバム・チャートでは2位を記録した。イギリスでは2023年6月22日付の全英アルバムチャートで22位を記録し、『ウェイティング・フォー・ザ・パンチライン』（1995年）以来28年ぶりの全英トップ100アルバムとなるが、翌週にはトップ100圏外に落ちた。
James Christopher Mongerはオールミュージックにおいて5点満点中3.5点を付け「ファンク色を帯びた"Rise"、乗りの良いハードロック"Banshee"、バンドの全盛期を思わせる堅実なアコースティック・バラード"Hurricane"など、洗練されエネルギッシュで独創的な、期待を裏切らない12曲のセット」と評している。また、Anne EricksonはBlabbermouth.netにおいて10点満点中8点を付け「彼らが守りに入っていないことを示しつつ、長年のファンを十分満足させる、プロフェッショナルなロックンロールが収録されている」と評している。

## 収録曲
1. ライズ - "Rise" (Gary Cherone, Nuno Bettencourt, Jordan Ferreira) - 4:35
2. ＃レベル - "#Rebel" (G. Cherone, N. Bettencourt, J. Ferreira, Matthew James McGuire-Denis) - 4:23
3. バンシー - "Banshee" (G. Cherone, N. Bettencourt, Pat Badger) - 3:34
4. アザー・サイド・オブ・ザ・レインボウ - "Other Side of the Rainbow" (G. Cherone, N. Bettencourt) - 4:11
5. スモール・タウン・ビューティフル - "Small Town Beautiful" (G. Cherone, N. Bettencourt, Brian Maher) - 4:27
6. ザ・マスク - "The Mask" (N. Bettencourt, Andy Healy) - 4:13
7. シッカー・ザン・ブラッド - "Thicker Than Blood" (G. Cherone, N. Bettencourt, Kevin Antunes) - 3:46
8. セイヴ・ミー - "Save Me" (G. Cherone, N. Bettencourt, J. Ferreira) - 4:51
9. ハリケイン - "Hurricane" (N. Bettencourt, Eric Warfield) - 3:31
10. エックス・アウト - "X Out" (G. Cherone, N. Bettencourt, J. Ferreira, E. Warfield) - 5:50
11. ビューティフル・ガールズ - "Beautiful Girls" (G. Cherone, N. Bettencourt, Carl Restivo, J. Plotsky) - 4:04
12. ヒアズ・トゥ・ザ・ルーザーズ - "Here's to the Losers" (G. Cherone, N. Bettencourt) - 5:19

### 日本盤ボーナス・トラック
1. ライズ（ラジオ・エディット） - "Rise (Radio edit)" (G. Cherone, N. Bettencourt, J. Ferreira) - 3:36

## 参加ミュージシャン
- ゲイリー・シェローン - ボーカル
- ヌーノ・ベッテンコート - ギター
- パット・バッジャー - ベース
- ケヴィン・フィグェリド - ドラムス

アディショナル・ミュージシャン
- ケヴィン・アンチューンズ - キーボード、プログラミング
- Navene Koperweis - プログラミング
- ジョーダン・フェレイラ - ギター
- カール・レスティヴォ - ギター、バックグラウンド・ボーカル
- オーガスト・ザドラ - バックグラウンド・ボーカル